# Префектура Ивате
Ивате (Јапански:岩手県; Iwate-ken) је префектура у Јапану која се налази у региону Тохоку на острву Хоншу. Главни град је Мориока.